# Stanisław Wincenty Kasznica

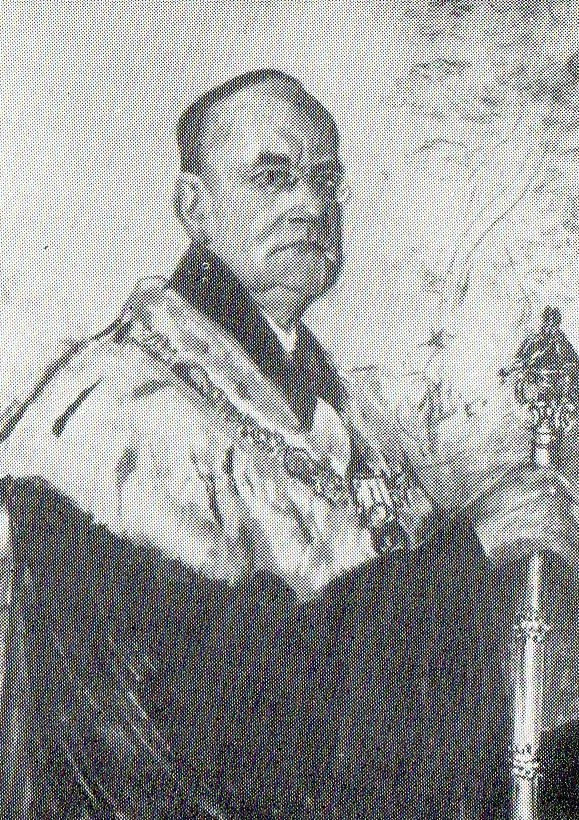
Prof. Stanisław Kasznica

Stanisław Wincenty Antoni Kasznica (ur. 23 lutego 1874 w Warszawie, zm. 17 listopada 1958 w Krosinku koło Mosiny) – prawnik polski, profesor Uniwersytetu Poznańskiego (później Uniwersytetu im. Adama Mickiewicza), działacz polityczny, kierownik Departamentu Organizacyjnego sekcji wschodniej Naczelnego Komitetu Narodowego w 1914 roku.

## Życiorys
Urodził się w rodzinie Józefa (prawnika, profesora Szkoły Głównej) i Izabelli z Trębickich h. Ślepowron. Był potomkiem posła Antoniego Trębickiego. Uczęszczał do szkół średnich w Warszawie, we Lwowie i w Krakowie, gdzie w 3 czerwca 1893 w Gimnazjum św. Anny zdał maturę.
Początkowo studiował chemię na uniwersytecie we Lwowie (1893/94), następnie medycynę (1894/95), a od 1895 prawo w Warszawie. W 1902 r. otrzymał w Warszawie stopień kandydata nauk prawnych, a w 1904 w Krakowie – stopień doktora praw. Był członkiem Ligi Narodowej w 1905 roku. W 1905 przebywał w Heidelbergu jako stypendysta Akademii Umiejętności. Następnie poświęcił się pracy w administracji (Wydział Krajowy we Lwowie) oraz działalności politycznej. Był członkiem Stronnictwa Narodowo-Demokratycznego (1904–1908) i posłem na sejm galicyjski (1913–1914). Był współwydawcą dwutygodnika „Rzeczpospolita” (1908–1914). W latach 1912–1919 był profesorem Akademii Rolniczej w Dublanach. Podczas I wojny światowej został członkiem Wydziału Wykonawczego Naczelnego Komitetu Narodowego. W 1914 roku jako przedstawiciel Konserwatywnego Centrum był członkiem sekcji wschodniej Naczelnego Komitetu Narodowego. W 1915 pod zarzutem zdrady stanu aresztowany przez władze austriackie i więziony. Należał do współzałożycieli Zjednoczenia Narodowego (1915). W 1918 przyczynił się do ukonstytuowania Polskiego Komitetu Narodowego we Lwowie.
W 1919 był dyrektorem departamentu w Ministerstwie Spraw Wewnętrznych w Warszawie. W styczniu 1920 został mianowany profesorem zwyczajnym Uniwersytetu Poznańskiego, objął tamże Katedrę Prawa Administracyjnego. W latach 1929–1931 był rektorem UP, następnie w roku akademickim 1931/32 prorektorem, kilkakrotnie dziekanem Wydziału Prawno-Ekonomicznego. Pracę naukowo-dydaktyczną łączył z działalnością polityczną. W 1921 był rządowym ekspertem w sprawie autonomii Małopolski Wschodniej. W 1923 przewodniczył komisji reformy administracji. W latach 1922–1927 pełnił mandat senatora wybranego z listy Narodowo-Chrześcijańskiego Stronnictwa Ludowego. Był wiceprezesem klubu senackiego tej organizacji, która w 1922 współtworzyła Stronnictwo Chrześcijańsko-Narodowe, które z kolei w 1925 współtworzyło nowe SChN. Stanisław Kasznica był przewodniczącym zarządu głównego tej partii. Wycofał się z życia politycznego po przewrocie majowym.
Współpracował z instytucjami katolickimi. W 1935 wydał zbiór szkiców o tematyce religijnej pt. Rozważania (łącznie wydana sześciokrotnie, m.in. Londyn 1944, Rzym 1945, Poznań 1946). Obok pracy naukowej i działalności społeczno-politycznej organizował dyskusje światopoglądowe, rekolekcje zamknięte, a także pisał na tematy związane z wiarą.
W latach 1933–1935 był ekspertem rządowym, uczestniczącym w opracowywaniu projektu ustawy o wewnętrznym ustroju województwa śląskiego. W latach 1935–1939 był sędzią Trybunału Kompetencyjnego.
W 1939 po wkroczeniu Niemców do Poznania został uwięziony jako zakładnik, a w grudniu wysiedlony do Limanowej. W latach 1942–1944 przebywał w Warszawie i od 1943 wykładał na tajnych kompletach Uniwersytetu Warszawskiego i Uniwersytetu Ziem Zachodnich. Jego podręcznik Polskie prawo administracyjne ukazał się w wydaniu podziemnym w Warszawie w 1943 (pod ps. dr A. Łużycki, z fikcyjną datą wydania – 1938; kolejne wydania: Poznań 1946, 1947). W marcu 1945 powrócił do Poznania. Kierował odbudową Wydziału Prawnego UP i zorganizował Sekcję Prawną w Instytucie Zachodnim. Do 1948 r. był redaktorem naczelnym czasopisma „Administracja i Samorząd na Ziemiach Odzyskanych”. Przeniesiony w stan spoczynku z końcem 1947, do 1950 wykładał na Akademii Handlowej. W październiku 1956 reaktywowany na UAM.

## Śmierć
Zmarł 17 listopada 1958 w Krosinku k. Mosiny pod Poznaniem. Pochowany zgodnie z jego wolą na cmentarzu w Mosinie (cmentarz II, sektor V, miejsce 3).

## Życie prywatne
Był dwukrotnie żonaty: z Amelią z Malewskich, a po jej śmierci z jej o 18 lat młodszą siostrą Eleonorą h. Jastrzębiec. Z pierwszego małżeństwa miał synów: Stanisława, adwokata, przywódcę NSZ i Jana (zginął we wrześniu 1939 w bitwie nad Bzurą), zaś z drugiego – Andrzeja (1923–1993) – żołnierz AK, uczestnik powstania warszawskiego, dominikanin (imię zakonne Krzysztof), Wojciecha i córkę Eleonorę.

## Wybrane prace
Autor licznych prac z zakresu prawa wyborczego, administracyjnego i organizacji władz administracji państwowej.
Pseudonim literacki: Dr A. Łużycki.
- Skład wyznaniowy wschodnio-galicyjskiego ciała sędziowskiego, 1908
- Wydatki i dochody gmin podlegających ustawie 1866 r., Część 1, Tom 22 z Wiadomości Statystyczne o Stosunkach Krajowych, 1909
- Teorja samorządu: wykłady p. prof. dr. Kasznicy z r. 1935/36, nakładem i w powielarni Koła Prawników i Ekonomistów T.S.U.P., 1937
- Myślą, sercem, wolą...: rozważań, Księgarnia Św. Wojciecha, Poznań 1939
- Rozważania, Veritas, 1945
- Polskie prawo administracyjne: pojęcia i instytucje zasadnicze, Księgarnia Akademicka, Poznań 1947
- O nowe formy duszpasterstwa, 1947
- Władza, Wydawnictwa IHN PAN, 1996

## Nagrody i wyróżnienia
- Rektor honorowy Politechniki Lwowskiej (tytuł nadano mu za zasługi w latach 1914–1918)[14].
- 26 kwietnia 2012 Rada Miejska na wniosek Kapituły Medalu Rzeczypospolitej Mosińskiej pośmiertnie odznaczyła go Medalem jako najwyższym wyróżnieniem i uhonorowaniem za utożsamianie, umiłowanie i rozsławianie Ziemi Mosińskiej[7][8].

## Upamiętnienie
24 maja 2013 odsłonięto tablicę umieszczoną przy wejściu do poznańskiego klasztoru Ojców Dominikanów, upamiętniająca kardynała Augusta Hlonda i byłego rektora Uniwersytetu Poznańskiego, prof. Stanisława Kasznicę – który w latach 30. XX wieku wraz z ówczesnym prymasem Polski przyczynił się do powrotu dominikanów do Poznania.

Pragniemy utrwalić w sercach i w kamieniu naszą wdzięczną pamięć o dwóch wybitnych Polakach, którzy przez całe życie troszczyli się o wychowanie i kształtowanie umysłów i serc młodzieży akademickiej